# Национальный союз оппозиции (Никарагуа)
Национальный союз оппозиции (исп. Unión Nacional Opositora; UNO) — коалиция политических партий Никарагуа, отстранившая от власти сандинистов на выборах 1990 года. Объединял широкий спектр политических сил, от консерваторов до коммунистов. Возглавлялся Виолеттой Барриос де Чаморро.

## Предыстория
Попытки консолидации невооружённой оппозиции предпринимались в Никарагуа с начала 1980-х годов. Они исходили от предпринимательских объединений, профсоюзов, консервативных и социал-демократических организаций. Правящий СФНО формально не возражал против урезанной многопартийности, но жёстко пресекал попытки оппозиционной активизации (наиболее известный пример — убийство Хорхе Саласара 17 ноября 1980).
В 1982 предпринимательское объединение COSEP (Верховный совет частного предпринимательства), профсоюзные конфедерации СTN (Конфедерация объединённых профсоюзов), CUS (Конфедерация единых синдикатов) и три политические партии — независимые либералы, социал-христиане, консервативные демократы — создали блок Никарагуанская демократическая координация, который принял участие в организованных сандинистами выборах 1984. Однако политическая система Никарагуа жёстко контролировалась СФНО, легальная оппозиция не могла претендовать на серьёзное влияние. Реальное давление на власть оказывало вооружённое движение Контрас в ходе гражданской войны.
Весной 1988 года сандинистское правительство Никарагуа и коалиция контрас Никарагуанское сопротивление заключили мирное Соглашение Сапоа. Гражданская война прекращалась, оппозиция легализовывалась, назначались свободные выборы президента и Национальной ассамблеи.

## Состав
Национальный союз оппозиции (UNO) учредился в 1989 в преддверии выборов, назначенных на февраль 1990. К UNO примкнули в общей сложности 14 политических структур:
- Социал-христианская народная партия

- Социал-демократическая партия

- Демократическая партия национального доверия

- Никарагуанское демократическое движение

- Либерально-конституционная партия

- Независимая либеральная партия

- Неолиберальная партия

- Народный консервативный альянс

- Консервативное национальное действие

- Национальная консервативная партия

- Партия национального действия

- Интеграционистская партия Центральной Америки

- Никарагуанская социалистическая партия

- Коммунистическая партия Никарагуа

Таким образом, Национальный союз оппозиции объединил практически все политические силы Никарагуа, противостоящие СФНО, но не участвовавшие в вооружённой борьбе. Структуры либералов уходили корнями в Либеральную националистическую партию клана Сомоса. Консерваторы представляли традиционную элиту, оппозиционную как сомосизму, так и сандинизму. Социал-христиане и социал-демократы стояли на общедемократических левоцентристских позициях. Коммунисты и социалисты были недовольны своей невключённостью в систему власти СФНО.
В то же время, в UNO не входили наиболее радикальные оппозиционеры — Никарагуанские демократические силы, Революционно-демократический альянс, Марксистско-ленинское движение народного действия и т. п.

## Кандидат
Кандидатом Национального союза оппозиции в президенты Никарагуа была выдвинута Виолетта Барриос де Чаморро — вдова консервативного политика Педро Хоакина Чаморро, убитого сомосистами в 1978. После победы Сандинистской революции Барриос де Чаморро несколько месяцев состояла в Правительственной хунте национальной реконструкции. С 1980 перешла в оппозицию СФНО.
Название UNO ассоциировалось с оппозиционной коалицией 1966—1967, во главе которой Педро Хоакин Чаморро противостоял диктатору Сомосе. 
На массовом митинге в Манагуа 18 февраля 1990 Виолетта Барриос де Чаморро провозгласила «конец диктатуры — как сомосизма, так и марксизма-ленинизма». Главными тезисами программы UNO были прекращение гражданской войны, национальное примирение, демократизация политической системы, восстановление разрушенной экономики через рыночные реформы.

## Победа
Большинство прогнозов предполагало победу СФНО. Однако, вопреки этим ожиданиям, на выборах 25 февраля 1990 года победу одержал Национальный союз оппозиции. За Виолетту Барриос де Чаморро проголосовали более 54 % избирателей, за лидера СФНО Даниэля Ортегу — около 40 %. UNO получил 51 мандат из 92 в Национальной ассамблее.
25 апреля 1990 года состоялась инаугурация президента Барриос де Чаморро. 27 июня 1990 прошла церемония разоружения демобилизованных контрас. Гражданская война в Никарагуа завершилась.

## Распад
Национальный союз оппозиции являлся сугубо предвыборным альянсом, сплочённым только общей задачей отстранения от власти СФНО. Идеологическая несовместимость обрекала UNO на скорый распад. Сложность задач послевоенного восстановления, вставших перед правительством Чаморро, также не способствовала единству.
В 1992 три консервативные партии объединились в Консервативную националистическую партию, социал-христиане и Демократическая партия национального доверия образовали Христианско-демократический союз. Все они вышли из коалиции. Ещё раньше покинули UNO социалисты и коммунисты. Либералы консолидировались вокруг Арнольдо Алемана, избранного президентом Никарагуа на выборах 1996.
К середине 1990-х UNO уже не существовал как коалиция партий, оставаясь политической группой сторонников президента Чаморро.